# Varietat afí
En geometria diferencial, una varietat afí és una varietat diferenciable equipada amb una connexió plana i sense torsió.
De manera equivalent, és una varietat que està (si està connectada) coberta per un subconjunt obert de {\displaystyle {\mathbb {R} }^{n}}, amb la monodromia actuant per transformacions afins. Aquesta equivalència és un corol·lari fàcil del teorema de Cartan–Ambrose–Hicks.
De manera equivalent, és una varietat equipada amb un atles —anomenat estructura afí —de manera que totes les funcions de transició entre gràfics són transformacions afins (és a dir, tenen una matriu jacobiana constant); dos atles són equivalents si la varietat admet un atles subjugat a tots dos, sent afins les transicions d'ambdós atles a un atles més petit. Una varietat que té una estructura afí distingida s'anomena varietat afí i els gràfics que estan afinament relacionats amb els de l'estructura afí s'anomenen gràfics afins. En cada domini de coordenades afins, els camps vectorials de coordenades formen una paral·lelització d'aquest domini, de manera que hi ha una connexió associada a cada domini. Aquestes connexions definides localment són les mateixes a les parts superposades, de manera que hi ha una connexió única associada a una estructura afin. Tingueu en compte que hi ha un enllaç entre la connexió lineal (també anomenada connexió afí) i una xarxa.

## Definició formal
Una varietat afí {\displaystyle M\,} és una varietat real amb gràfics {\displaystyle \psi _{i}\colon U_{i}\to {\mathbb {R} }^{n}} tal que {\displaystyle \psi _{i}\circ \psi _{j}^{-1}\in \operatorname {Aff} ({\mathbb {R} }^{n})} per a tots {\displaystyle i,j\,,} on {\displaystyle \operatorname {Aff} ({\mathbb {R} }^{n})} denota el grup de transformacions afins. En paraules més elegants és una varietat (G,X) on {\displaystyle X=\mathbb {R} ^{n}} i {\displaystyle G} és el grup de transformacions afins.
Una varietat afí s'anomena completa si la seva coberta universal és homeomòrfica {\displaystyle {\mathbb {R} }^{n}}.
En el cas d'una varietat afí compacta {\displaystyle M}, deixa {\displaystyle G} ser el grup fonamental de {\displaystyle M} i {\displaystyle {\widetilde {M}}} sigui la seva coberta universal. Es pot demostrar que cadascun {\displaystyle n} La varietat afí dimensional ve amb un mapa en desenvolupament {\displaystyle D\colon {\widetilde {M}}\to {\mathbb {R} }^{n}}, i un homomorfisme {\displaystyle \varphi \colon G\to \operatorname {Aff} ({\mathbb {R} }^{n})}, tal que {\displaystyle D} és una immersió i equivalent respecte a {\displaystyle \varphi }.
Un grup fonamental d'una varietat afí plana compacta completa s'anomena grup cristal·logràfic afí. La classificació de grups cristal·logràfics afins és un problema difícil, lluny de resoldre's. Els grups cristal·logràfics de Riemann (també coneguts com a grups de Bieberbach) van ser classificats per Ludwig Bieberbach, responent a una pregunta plantejada per David Hilbert. En el seu treball sobre el problema 18 de Hilbert, Bieberbach va demostrar que qualsevol grup cristal·logràfic de Riemann conté un subgrup abelià d'índex finit.

### Varietats afins complexes
Una varietat complexa afí és una varietat complexa que té un atles els mapes de transició del qual pertanyen al grup de transformacions afins complexes, és a dir, tenen la forma {\displaystyle z\mapsto A\cdot z+c} on {\displaystyle n} és la dimensió (complexa) de la varietat, {\displaystyle c\in \mathbb {C} ^{n},} i {\displaystyle A} és un invertible {\displaystyle n\times n} matriu amb entrades complexes. En altres paraules, és una varietat {\displaystyle (G,X)} on {\displaystyle X=\mathbb {C} ^{n}} i {\displaystyle G} és un grup de transformacions afins complexes de {\displaystyle \mathbb {C} ^{n}.}